# Carmenta
Carmenta (auch Carmentis) war bei den Römern die Göttin der Geburt und – nach bereits römischer Verbindung ihres Namens mit dem Wort carmen („Orakelspruch“) – der Weissagung. Sie gehörte zu den ältesten römischen Gottheiten und besaß mit dem flamen Carmentalis einen Einzelpriester. Zusätzlich gab es mit den Carmentarii Priester, die für die Aufzeichnung ihrer Orakel zuständig waren.
Die römischen Frauen feierten ihr zu Ehren am 11. und 15. Januar das Fest der Carmentalia. In der Nähe der nach ihr benannten porta Carmentalis befanden sich zwei Altäre, an denen ihr geopfert wurde. Der jüngere dieser Altäre wurde gestiftet, nachdem den Matronen seitens des Senats die Benutzung von Wagen (carpenta) verboten worden war. Sie reagierten mit Entzug des ehelichen Geschlechtsverkehrs, bis das Verbot wieder aufgehoben wurde. In der Folge kam es zu einem reichen Kindersegen, für den die Frauen zu Ehren der Carmenta einen Altar errichteten.
Der spätere Mythos machte sie zur Mutter des Euandros und sie wurde mit dessen anderen Müttern gleichgesetzt, mit Themis und Tyburs, der Stadtgöttin von Tibur, vor allem aber mit Nicostrata (altgriechisch Νικοστράτη Nikostrátē). Nur Plutarch sah sie als Gattin des Euandros. Als dessen Mutter wurde Carmenta in die Legendenbildung um die Gründung Roms aufgenommen. Sie soll mit Euandros den Palatin erstiegen haben. Dabei kam ihr die Vision der späteren Stadt Rom. Als sie ein Alter von 110 Jahren erreicht hatte, soll ihr Sohn sie getötet haben. Unterhalb des Kapitols errichtete er ihr den ersten Altar.

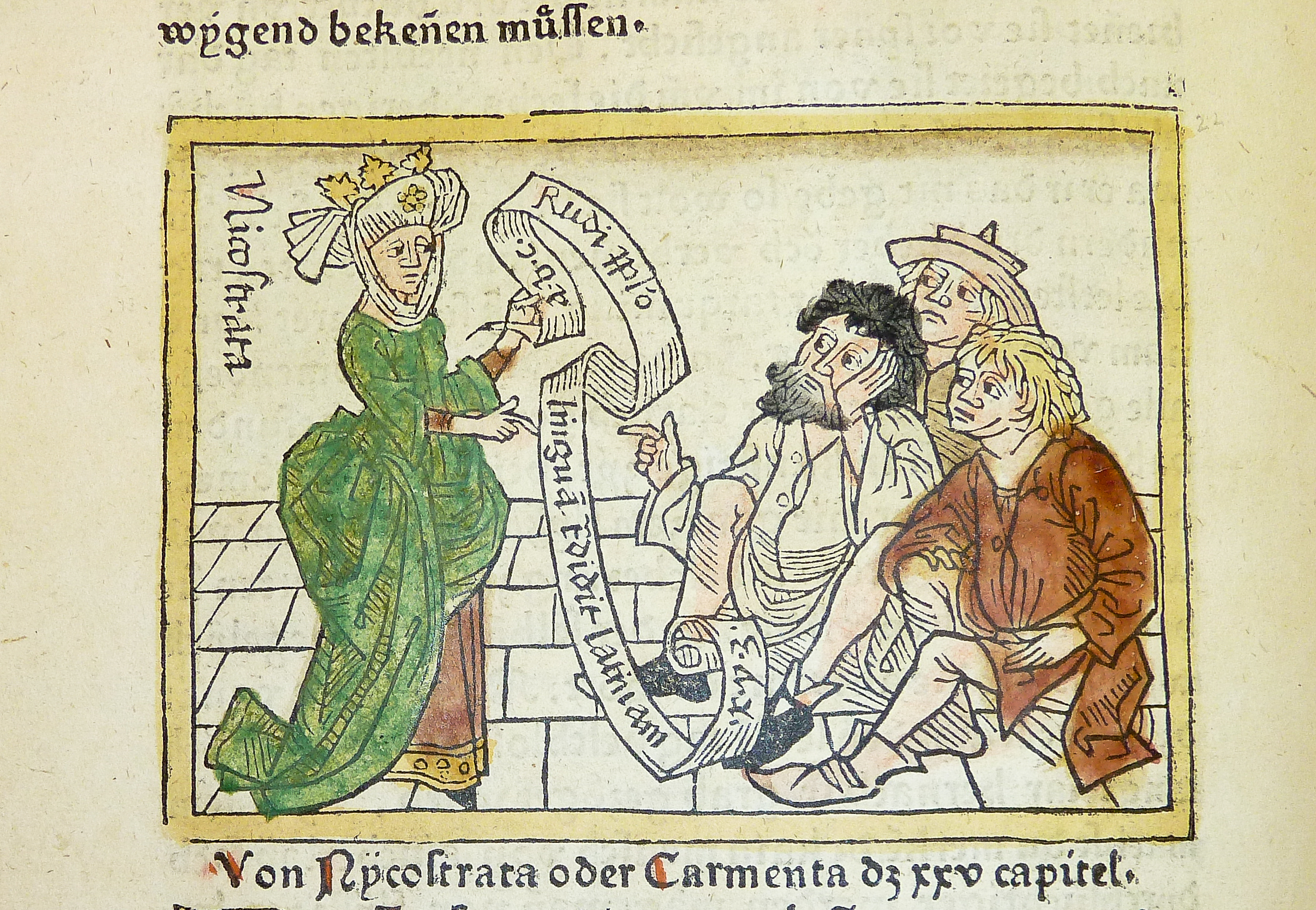
Nicostrata lehrt das Alphabet, Holzschnitt aus Boccaccios De mulieribus claris, Johann Zainer, Ulm, 1474

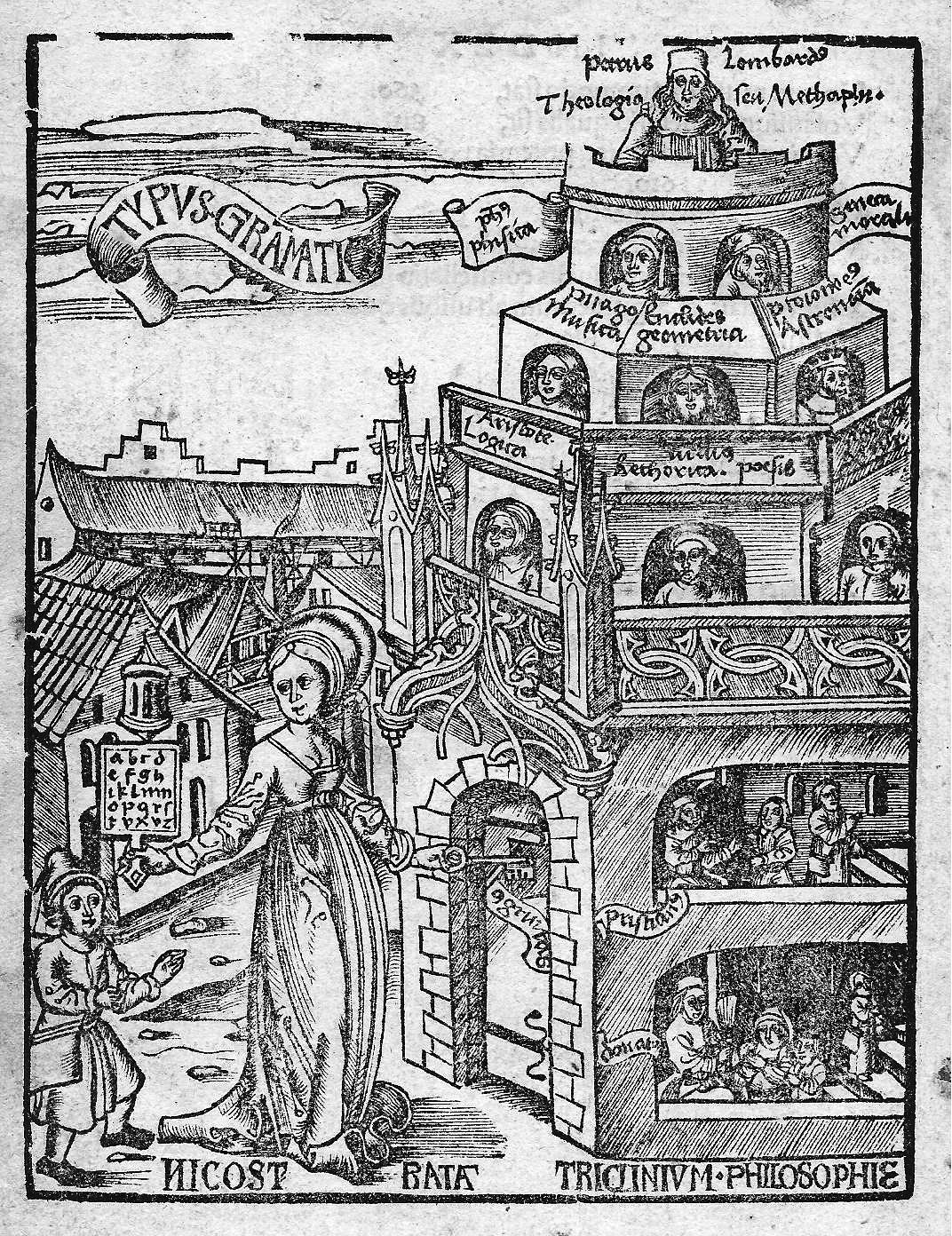
Nicostrata erschließt den Turm der Wissenschaften, aus Gregor Reisch Margarita philosophica Ausgabe Basel 1519

In der römischen Überlieferung wurde Carmenta die Einführung des ursprünglich 15-buchstabigen lateinischen Alphabets zugeschrieben, das sie aus dem griechischen entwickelt habe. Erstmals findet sich diese Angabe im zweiten Jahrhundert bei Hyginus. Über Isidor von Sevilla wurde dieses Thema im mittelalterlichen und frühneuzeitlichen Bildungskanon variiert und auf die Artes liberales fortgeführt. Giovanni Boccaccio übernahm diesen Mythos in seiner Zusammenstellung weiblicher Biographien De mulieribus claris, die sich nach ihrem Erstdruck bei Johann Zainer in Ulm um 1474 auch nördlich der Alpen großer Beliebtheit erfreute. Die umfassendste Deutung nahm Gregor Reisch in Holzschnitt seiner 1503 bei Johann Schott (1477–1548) in Freiburg im Breisgau erschienenen Margarita philosophica vor. Nicostrata erschließt einem Knaben durch Erlernen des Alphabets mittels der Buchstabentafel den Turm der Wissenschaft. Der Schlüssel (Symbol der Congruitas) erschließt die Lateinschule in den beiden untersten Stockwerken. Hier bringen Donatus und Priscianus Wortschatz und Grammatik bei. In den darüberliegenden Stockwerken folgen die Wissenschaften über denen die Theologie oder Metaphysik krönend steht.